# Kanton Sotteville-lès-Rouen-Ouest
Kanton Sotteville-lès-Rouen-Ouest (fr. Canton de Sotteville-lès-Rouen-Ouest) je francouzský kanton v departementu Seine-Maritime v regionu Horní Normandie. Skládá se ze západní části obce Sotteville-lès-Rouen.